# Sayula
Sayula – miasto w Meksyku, w stanie Jalisco.